# Decachorda kitalina
Decachorda kitalina är en fjärilsart som beskrevs av Eugène Louis Bouvier 1930. Decachorda kitalina ingår i släktet Decachorda och familjen påfågelsspinnare. Inga underarter finns listade i Catalogue of Life.